# Беджан, Поль
Поль Беджан (27 ноября 1838 — 9 июня 1920) — священник Халдейской католической церкви, сиролог и востоковед.

## Биография
Поль родился в ассирийской семье католиков-халдеев в деревне Хусрава (близ Сельмаса), в Персии. С 1846 года учился во французской лазаристской семинарии в родной деревне. 27 октября 1856 года, в возрасте восемнадцати лет, стал новицием (послушником) в ордене лазаристов в Париже. 25 мая 1861 года Беджан был рукоположен в священники и через несколько месяцев вернулся в Персию, взяв с собой фисгармонию и печатный пресс. До 1880 года Поль был священником в своей родной деревне и в Урмии. Затем Беджан вернулся во Францию, чтобы собрать средства для издания собранных литургических и богословских рукописей на сирийском языке. С 1885 по 1900 год работал в бельгийском Ансе (провинция Льеж). Затем он был назначен священником конгрегации «Дочерей милосердия» в госпитале святого Винсента в северном пригороде Кёльна Ниппесе. Данное служение Беджан выполнял наряду с научной деятельностью, вплоть до своей смерти. В 1890 году Беджан отказался от должности епископа Сельмаса Халдейской католической церкви.
Из его трудов наиболее значительными являются семь отредактированных томов Житий сирийских святых и мучеников («Acta Martyrum et Sanctorum») и пять томов стихотворных гомилий-проповедей Иакова Серугского («Homiliae selectae Mar Iacobi Sarugensis»). В 1892 году опубликовал житие Мар Авгена, основателя христианского монашества в Персии, по двум рукописям XII и XIX веков. В 1909 году Беджан издал первый том сочинений Исаака Сирина в книге «Mar Isaacus Ninivita». Незадолго до конца своей жизни ему удалось завершить перевод Библии на новоарамейский язык. Умер в Кёльне 9 июня 1920 года.

## Основные работы
- Breviarium Chaldaicum, 3 тома около 3000 страниц (1886–1887), photomechanischer Nachdruck: Rom 1938.
- Acts of Martyrs and Saints: Acta Martyrum et Sanctorum. [1890–1897]. Gorgias. 5008 страниц в 7-ми томах.
- Histoire de Mar Jab-Alaha, Patriarche (1888, 2-е изд. 1995; Gorgias, 2007) («История патриарха Мар Ябаллахи»).
- Nomocanon Gregorii Barhebraei (1898). («Номоканон Григория Бар-Эбрея»)
- Ethicon, seu Moralia Gregorii Barhebraei (1898).
- S.Martyrii qui et Sahdona quae supersunt omnia. Paris: O. Harrassowitz, 1902.
- Homiliae selectae Mar Iacobi Sarugensis, 5 томов (1905–1910).
- Nestorius, Le livre d'Héraclide de Damas (1910).